# 아미스 (치어리더)
아미스(중국어: Amis 艾蜜絲, 병음: Aìmìsī, 영어: Amis Lee, 1990년 8월 6일 ~ )는 대만의 치어리더, 모델이자 인터넷 인물으로, 전 치어리딩 라미걸스(Lamigirls) 및 푸본 엔젤스(Fubon Angels)의 멤버, P. 리그+ 뮤즈 걸스(慕獅女孩)의 리더이다.